# Ljubomir Vranjes
Ljubomir Vranjes (en serbi: Љубомир Врањеш, Ljubomir Vranješ) (Göteborg, Suècia 1973), és un jugador d'handbol suec, guanyador d'una medalla olímpica.

## Biografia
Va néixer el 3 d'octubre de 1973 a la ciutat de Göteborg, situada al comtat de Västra Götaland, en una família d'arrels sèrbies.

## Carrera esportiva

### Trajectòria per clubs
| Temporades            | Club                     | Lliga      | País     |
| --------------------- | ------------------------ | ---------- | -------- |
| 1989 - 1999           | Redbergslids IK          | Elitserien | Suècia   |
| 1999/2000 - 2000/2001 | Club Balomano Granollers | ASOBAL     | Espanya  |
| 2001/2002 - 2005/2006 | HSG Nordhorn             | Bundesliga | Alemanya |
| 2006/2007 - 2008/2009 | SG Flensburg-Handewitt   | Bundesliga | Alemanya |

### Trajectòria amb la selecció
Va participar, als 26 anys, en els Jocs Olímpics d'Estiu de 2000 realitzats a Sydney (Austràlia), on va aconseguir guanyar la medalla de plata en la competició masculina olímpica.
Al llarg de la seva carrera ha guanyat tres medalles en el Campionat Mundial d'Handbol, una d'elles d'or; i tres medalles d'or en el Campionat d'Europa.